# Phyllopodopsyllus parabradyi
Phyllopodopsyllus parabradyi is een eenoogkreeftjessoort uit de familie van de Tetragonicepsidae. De wetenschappelijke naam van de soort is voor het eerst geldig gepubliceerd in 1965 door Lang.